# Stadions Lokomotīve
Stadions Lokomotīve (dawniej Spīdveja centrs) – stadion żużlowy w Dyneburgu, na Łotwie. Został otwarty w 1963 roku. Może pomieścić 10 000 widzów. Swoje spotkania rozgrywają na nim żużlowcy klubu SK Lokomotīve Dyneburg.
Stadion został zainaugurowany jesienią 1963 roku. Obiekt powstał w ciągu pół roku w ramach czynu społecznego, w miejscu dawnego boiska szkolnego. Początkowo jego pojemność określano na 3000 widzów, choć czasem liczba widzów na zawodach dochodziła do 10 000. W latach 60. i 70. XX wieku na obiekcie odbywały się także mecze piłkarskie, a zimą zamieniano go w lodowisko do hokeja. Pierwotnie długość toru wynosiła 405 m. Pierwszej jego korekty dokonano w 1988 roku, kiedy został on poszerzony i zarazem skrócony do 400 m. W 1996 roku tor skrócono do 373 m, odnowiono także trybuny i oddano do użytku nowe toalety. Na początku XXI wieku na stadionie powstały nowe trybuny wzdłuż prostych, zmieniona została nawierzchnia toru, a także rozbudowano park maszyn. Na obiekcie swoje spotkania rozgrywają żużlowcy klubu SK Lokomotīve Dyneburg, od 2005 roku uczestniczącego w polskich rozgrywkach ligowych. Na arenie odbywały się też zawody żużlowego Grand Prix Łotwy.